# Casey Cott
Casey Cott (Chagrin Falls, 8 agosto 1992) è un attore statunitense, noto principalmente per il ruolo di Kevin Keller nella serie televisiva Riverdale.

## Biografia
Casey Cott è cresciuto a Chagrin Falls, Ohio. Ha frequentato l'Università di Boston prima di decidere di studiare recitazione e passare alla Carnegie Mellon School of Drama. Si è laureato nel 2016. Ha un fratello, Corey, e una sorella, Carly.
Nel 2014, è stato un membro del cast di Parade al New Hazlett Theatre di Pittsburgh. Ha continuato a frequentare corsi di CMU e lavorare contemporaneamente ad un teatro universitario.
Il 12 marzo 2016, durante il suo ultimo anno in CMU, Cott è entrato a far parte del cast della serie Riverdale, interpretando Kevin Keller. Il personaggio di Kevin è diventato famoso per il fatto di essere il primo personaggio apertamente gay nella storia della Archie Comics. Cott ha dichiarato in un video di Facebook di marzo 2017 che aveva originariamente fatto l'audizione per i ruoli di Archie Andrews e Jughead Jones.
Nel 2019 è stato il protagonista del musical The Who's Tommy in scena al Kennedy Center con al fianco di Mandy Gonzalez e Christian Borle, mentre nel 2023 ha esordito a Broadway interpretando Christian in Moulin Rouge!.

## Vita privata
Cott vive a New York. Nel dicembre 2021 si sposa con la storica compagna Nichola Basara.

## Filmografia

### Cinema
- All the Little Things We Kill, regia di Adam Neutzsky-Wulff (2019)

### Televisione
- Law & Order - Unità vittime speciali (Law & Order: Special Victims Unit) – serie TV, episodio 18x19 (2017)
- Riverdale – serie TV, 127 episodi (2017–2023)
- Instinct – serie TV, episodio 1x01 (2018)
- Katy Keene – serie TV, episodio 1x09 (2020)

### Video musicali
- Why di Sabrina Carpenter

## Doppiatori italiani
Nelle versioni in italiano dei suoi prodotti, Casey Cott è stato doppiato da:
- Federico Di Pofi in Riverdale, Katy Keene